# Monumento a Teobaldo I de Navarra
El Monumento a Teobaldo I de Navarra en el parque de la Taconera es una construcción levantada en Pamplona entre 1934-1935 a iniciativa del Consejo de Cultura de Navarra. Este conjunto estaba formado por una arquería gótica, procedente del monasterio cisterciense de Marcilla, y por una escultura sedente, en el centro de la arquería, representando al rey Trovador, Teobaldo I de Navarra, obra conjunta del médico y artista Victoriano Juaristi Sagarzazu y del escultor de Villava José María Íñigo Iñarena.

## Contexto histórico
Hacia 1934 se promovió dentro del desaparecido Consejo de Cultura de Navarra rendir un homenaje al primer rey navarro de origen francés. En 1234, al fallecer Sancho VII sin sucesor al trono, se postula su sobrino Teobaldo, hijo de su hermana Blanca de Navarra, viuda del conde de Champaña y de Bría, Teobaldo III. Teobaldo también fue sobrino de Berenguela de Navarra casada con Ricardo Corazón de León. Desde su nacimiento fue conde de Champaña pues su padre había fallecido unos meses antes y su madre, tras un acuerdo con el rey de Francia, Felipe II de Francia, regentó el condado hasta su mayoría de edad; una de las condiciones del rey francés, que apadrinó al joven conde, fue que se educara en la corte francesa.
Para la creación del monumento se reaprovechó una arcada gótica cisterciense procedente de Marcilla que había sido reconstruida a instancias del archivero José María Huarte Jáuregui y el profesor de arqueología Onofre Larumbe Pérez de Muniáin. El único elemento moderno fue la estatua sedente en el arco central diseñada por Victoriano Juaristi y ejecutada junto a José María Íñigo. Ambos artistas colaboraron también en otros monumentos conmemorativos que la misma institución se encargó de levantar el mismo año:
- en Ibañeta para conmemorar el centenario del descubrimiento en la Biblioteca Bodleiana del llamado manuscrito de Oxford conteniendo el Cantar de Roldán se había levantado un monumento y colocado una Lauda de Roldán. Este conjunto fue destruido por una fuerte tormenta el 25 de enero de 1937. En 1938 se reconstruyó y pocos años después, la adversa metereología volvió a derrumbarlo definitivamente.[6][7][8][9][10]
- en Viana, el sarcófago de César Borgia que levantó mucha polémica ya que su figura no era vista positivamente por muchos pueblos navarros donde sembró gran desolación. Este monumento fue destruido durante los primeros compases de la guerra civil española aunque se conservan réplicas en el Museo de San Telmo, de San Sebastián, y en el Ayuntamiento de Xátiva.[9]

## Descripción
En el conjunto actual se observa una sección de arquería de estilo gótico flanqueada por dos pilastras. Se encuentra en el muro que delimita los fosos en el parque de la Taconera, en el rincón conocido como Vista Bella. En la cara norte de las pilastras figuran sendas inscripciones donde se lee:

En la parte izquierda: VII Centenario de Teobaldo de Champaña. MCCXXXIV (1234)

En la parte derecha: Dedicado por el Consejo de Cultura de Navarra. MCMXXXIV (1934)

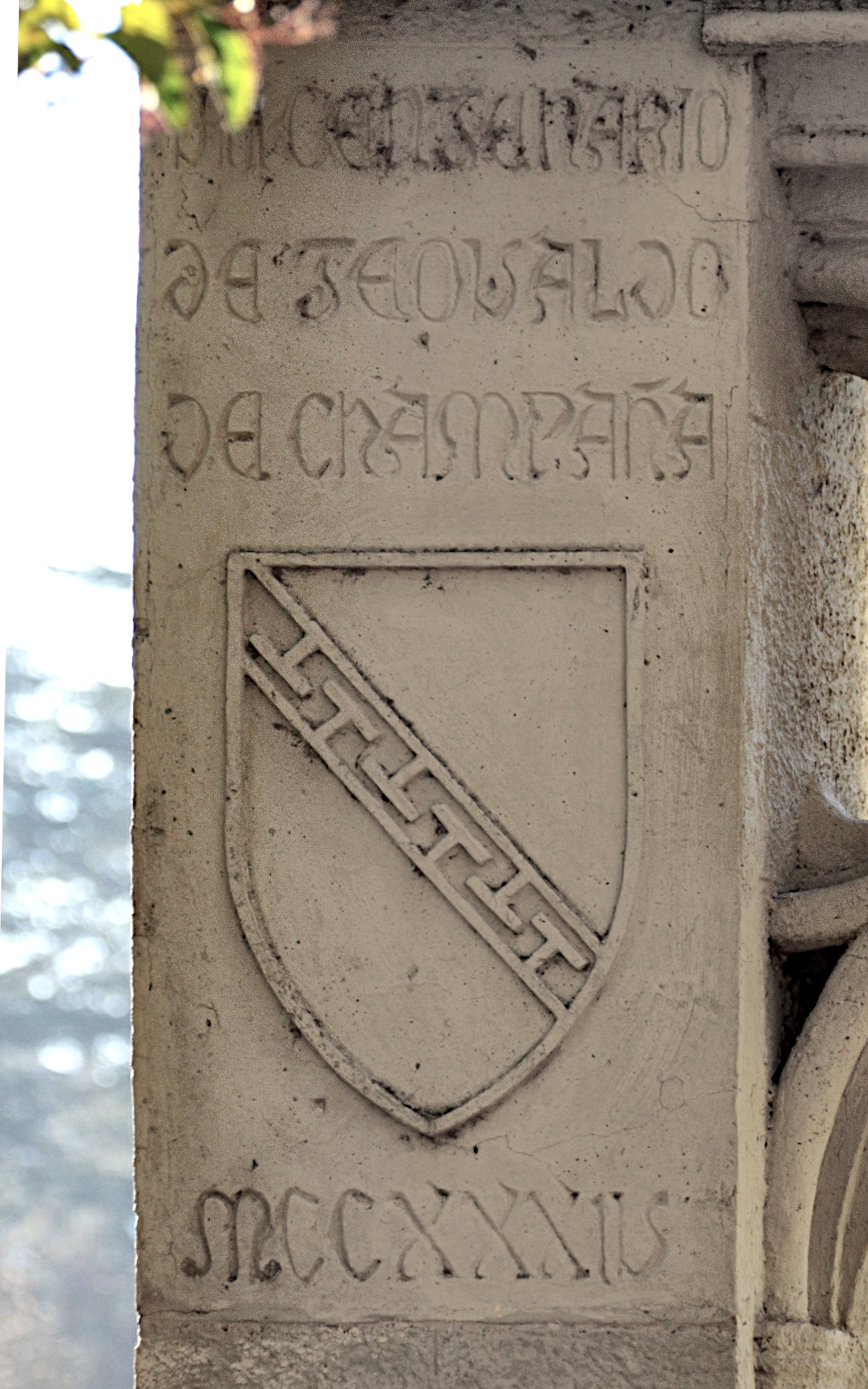
En la inscripción se lee: «VII Centenario de Teobaldo de Champaña [escudo de Champaña]. MCCXXXIV» (1234)
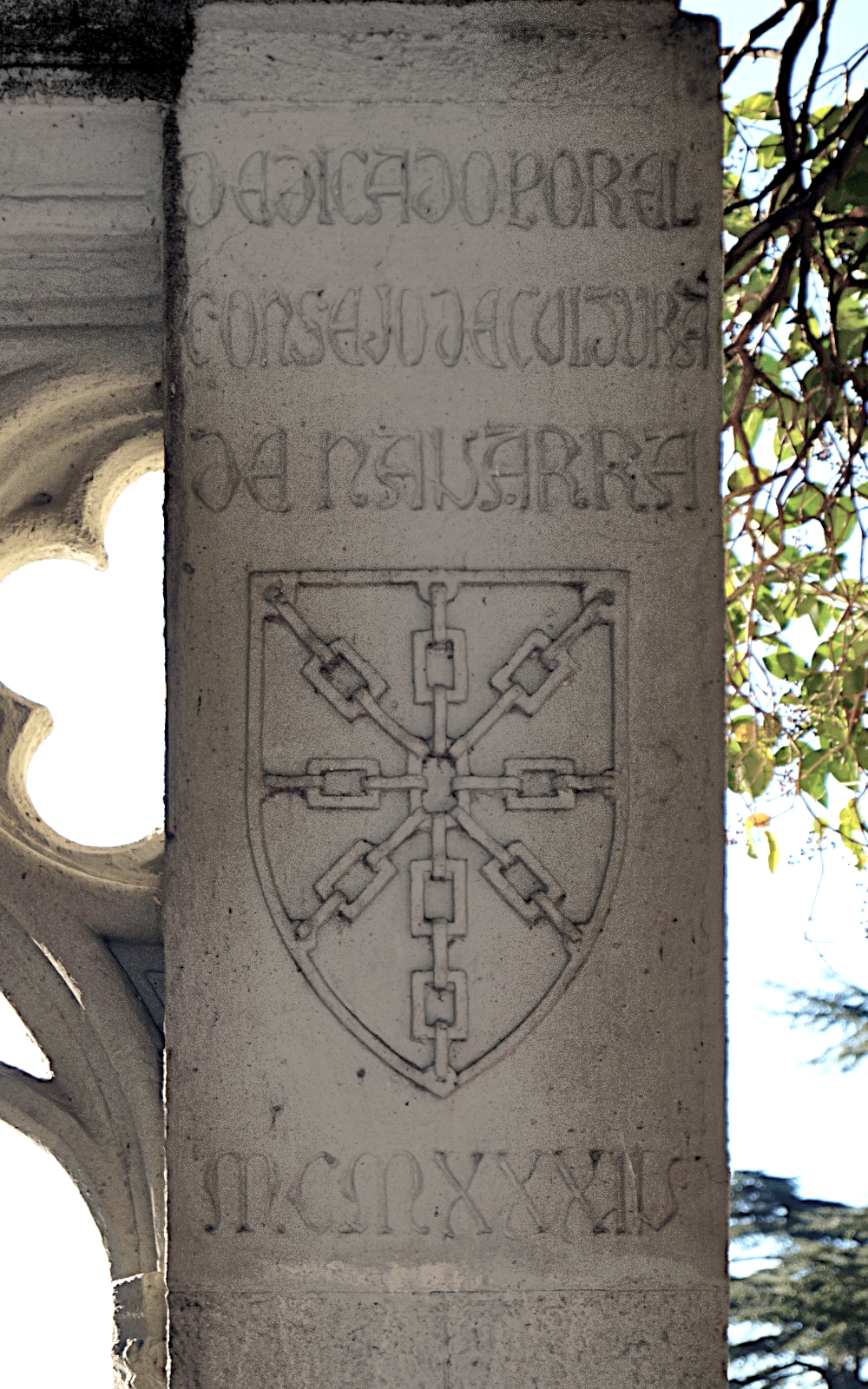
En la inscripción se lee: «Dedicado por el Consejo de Cultura de Navarra [escudo de Navarra]. MCMXXXIV» (1934)
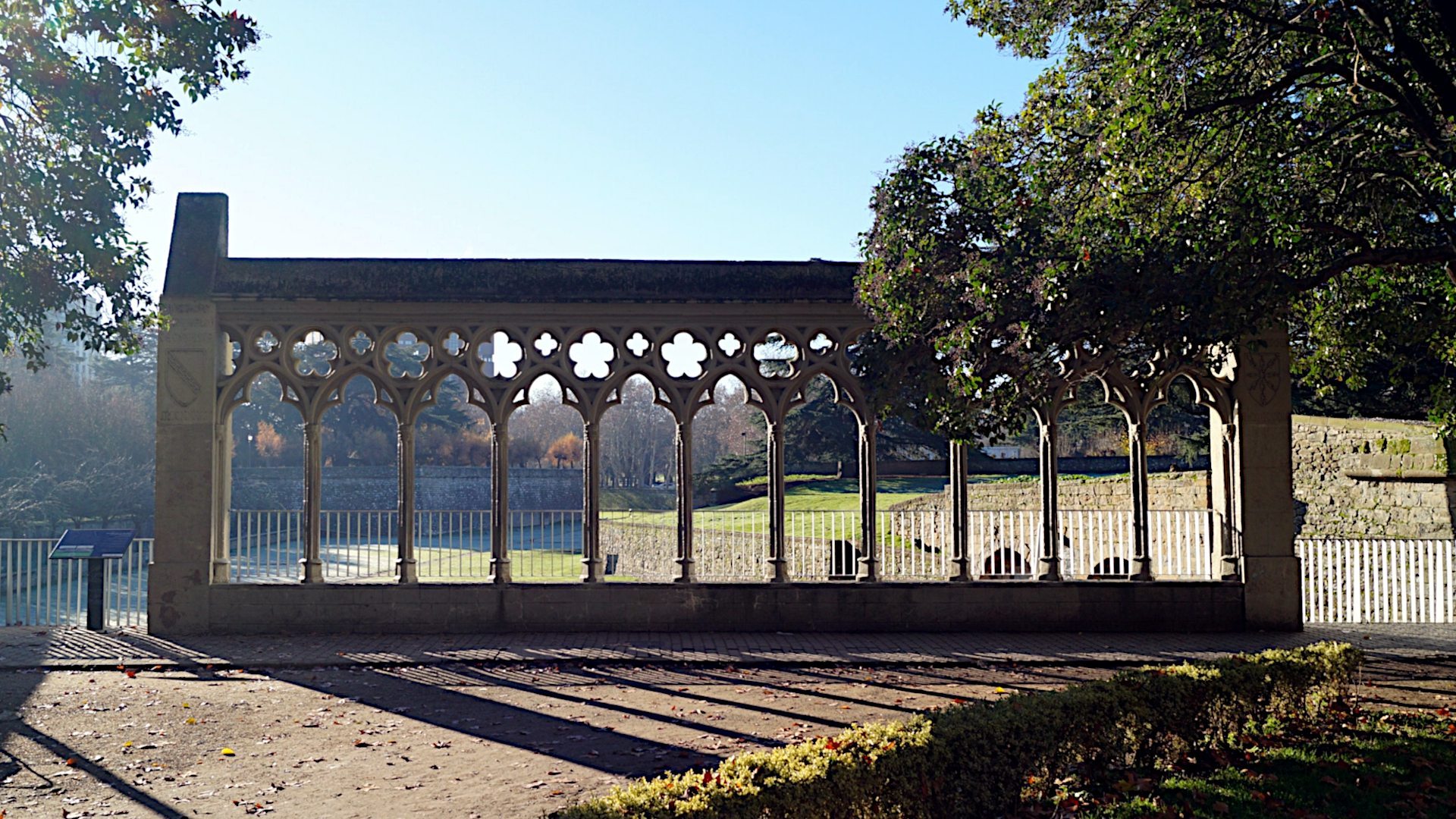
Vista de la cara norte
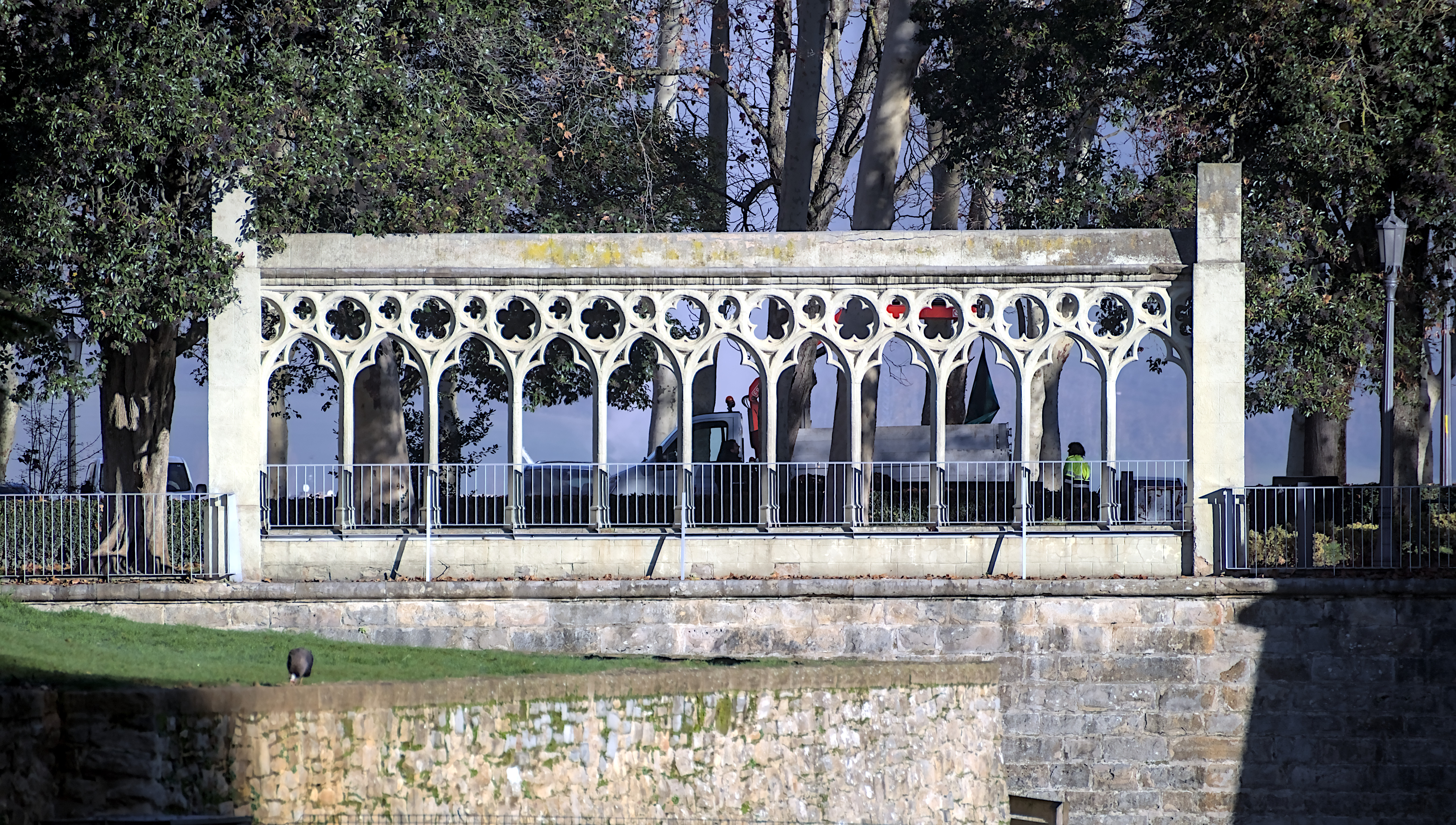
Vista desde la cara sur

En el monumento original, en el centro de la arcada, se encontraba una escultura sedente de Teobaldo de Champaña. Fue objeto del vandalismo en 1936, al ser arrojada al foso y no fue restaurada. Tampoco sobrevive una réplica de la misma (otros apuntan a que era la original que había sido recuperada del foso) que, según algunas noticias, se encontraba en el jardín de la Clínica de San Miguel cuando estuvo ubicada en el actual barrio de San Juan.